# 帕拉尼加區
56°43′55″N 49°09′22″E / 56.732°N 49.156°E
帕拉尼加區（俄语：Параньгинский район），是俄羅斯的一個區，位於該國西部，由馬里埃爾共和國負責管轄，面積800平方公里，2010年人口16,307，人口密度每平方公里20.38人。